# 吴建平 (企业家)
吴建平（1959年—），湖南长沙人，汉族，中华人民共和国政治人物、第十一届全国人民代表大会湖南地区的人大代表。

## 生平
毕业于湖南师范大学行政管理专业，是中共党员。担任湖南岳麓山集团总裁。2008年起担任全国人大代表。